# Hans Ferdinand Plitt
Hans Ferdinand Plitt (* 31. Dezember 1917 in Haiger; † 31. März 2008) war ein deutscher Offizier, zuletzt Brigadegeneral der Bundeswehr.

## Leben
Hans Plitt war, ab 1. Januar 1938 als Leutnant, in der Wehrmacht im 1. Schwadron des Kavallerie-Regiments 17 (Bamberg). Als Rittmeister ging er Anfang 1943 mit dem neu aufgestellten I. Bataillon des 1. Regiments der Division Brandenburg an die Ostfront. Hier führte er das Bataillon bei der Heeresgruppe Nord im Raum Pustoschka im Kampf gegen Partisanen. Ende Mai 1944 gab er das Bataillonskommando ab und wurde als Führer des Verbindungsstabes beim Panzerarmeeoberkommando 2 nach Kraljevo kommandiert. Später wurde er als Major Chef des II. Bataillons des Panzerkorps-Füsilier-Regiment Großdeutschland.
Nach dem Krieg wurde er in die Bundeswehr übernommen und war dort als Oberst von Oktober 1967 bis Juli 1969 Stellvertretender Kommandeur der Panzerbrigade 14. Bis 30. September 1972 war er nach der Beförderung zum Brigadegeneral Kommandeur der Panzerbrigade 14. Anschließend war er bis 30. September 1975 Stellvertretender Kommandeur und Kommandeur der Divisionstruppen der 2. Grenadierdivision in Marburg. Zum 1. Oktober 1975 ging er in den Ruhestand.
Am 22. August 1973 war er mit dem Bundesverdienstkreuz 1. Klasse ausgezeichnet worden.